# HD 131399 Ab

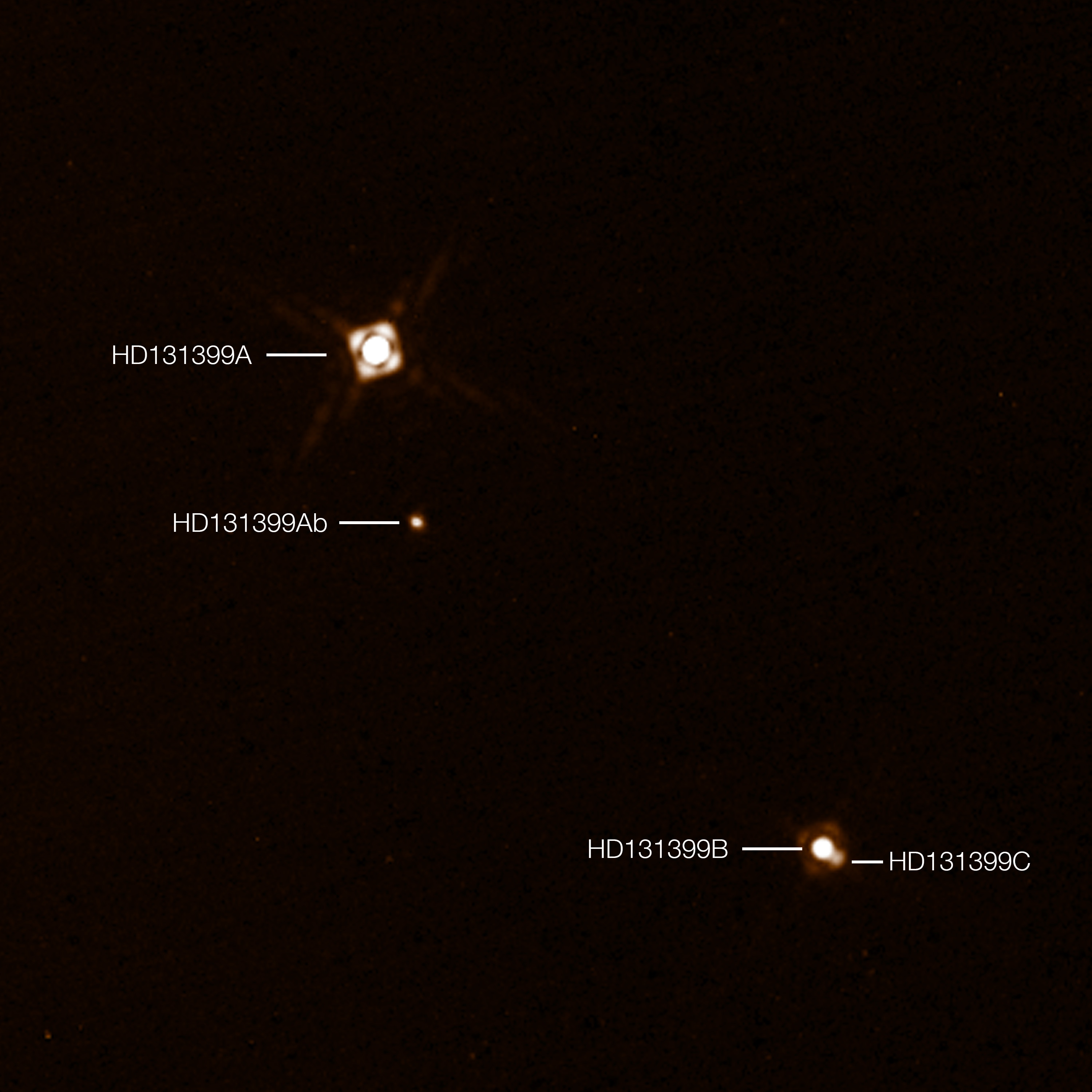
Esta composición con anotaciones muestra el exoplaneta HD 131399Ab, recientemente descubierto en el sistema triple de estrellas HD 131399

HD 131399 Ab es un exoplaneta en órbita alrededor de la estrella HD 131399 A, en la constelación de centauro, a 320 años luz de distancia. Su órbita es el doble de la de Plutón o aproximadamente 550 años de la Tierra. Tiene unos 16 millones de años de edad, una temperatura de 580 °C (850 K; 1070 °F ±50 K) y una masa estimada de cuatro masas de Júpiter (4 ± 1 MJup), es uno de los exoplanetas más fríos y menos masivos captados con imagen directa.
En mayo de 2017, las observaciones recopiladas con la Cámara de Planetas Gemini, e incluyendo un nuevo análisis de los datos de SPHERE, sugirieron que este objetivo es, de hecho, una estrella enana de fondo del tipo K o M.

## Detección
Las imágenes del planeta fueron obtenidas con el instrumento SPHERE, instalado en el VLT (Very Large Telescope) de ESO, en Chile. Este es el primer exoplaneta descubierto por SPHERE y uno de los pocos planetas de los que se ha obtenido una imagen directa. Con una temperatura de alrededor de 580 °C y una masa estimada de cuatro masas de Júpiter, es también uno de los exoplanetas más fríos y menos masivos captados con imagen directa. La imagen a la derecha se ha creado a partir de dos imágenes obtenidas por SPHERE, una llevada a cabo para captar una imagen de las tres estrellas y otra para captar al débil planeta. En esta imagen, el planeta aparece mucho más brillante de lo que en realidad lo veríamos en comparación con las estrellas.